# Аблаєв Енвер Назімович
Аблаєв Енвер Назімович (крим. Enver Nazim oğlu Ablayev, Энвер Назим огълу Аблаев; нар. 5 червня 1977, Чирчик, Ташкентська область, УзРСР) — український спортсмен кримськотатарського походження, переможець Кубка світу з фристайлу, який проходив в Італії, в містечку Мадонна-ді-Кампільйо (2005), головний тренер збірної України з фристайлу. Кращій тренер України 2021 та 2022 року. Майстер спорту України міжнародного класу з фристайлу.

## Біографія
Народився Енвер Аблаєв 5 червня 1979 року у місті Чирчик (нині Узбекистан). Із семи років почав займатися спортивною гімнастикою. Першим його тренером був Анатолій Мазур, пізніше — Галина Досова. Уже через півтора року Енвер зацікавився спортивним фристайлом, як новим видом спорту в Узбекистані і в СРСР зокрема. У віці 16 років батьки переїхали до України і оселились у Береговому. Тут він закінчив загальноосвітню школу. Прийняв українське громадянство. Уже з 1995 року виступав на етапах Кубка Європи з фристайлу.
У 1998 році на базі Тисовця (Львівська область) став переможцем спартакіади України. У цьому ж році він поповнив ряди збірної України з фристайлу. З 1998 по 2002 роки, одночасно займаючись спортом, навчався у Мукачівському технологічному інституті. Пізніше — в Ужгородському національному університеті.
У 2000 році став срібним призером етапу Кубка Європи з фристайлу, що проходив у Швейцарії. У 2001 році на етапі Кубка Європи з фристайлу, зайняв четверте місце.
У 2002 році брав участь у XIX зимових Олімпійських іграх, які проходили у Солт-Лейк-Сіті (США), на яких зайняв 22-е місце.
У 2003 році на етапі Кубка світу з фристайлу в Чехії підтвердив звання майстра спорту України міжнародного класу. Через два роки здобув перемогу на етапі Кубка світу, який проходив в містечку Мадонна-ді-Кампільйо.
У 2006 році брав участь XX зимових Олімпійських іграх, які проходили в Турині (Італія), на яких зайняв 11 місце. У 2010 році був учасникам XXI зимових Олімпійських ігор у Ванкувері та Кубка світу з фристайлу в Монт-Габрієлі.
На XXII зимових Олімпійських іграх в Сочі був старшим тренером збірної України з фристайлу. Нині Енвер Аблаєв є головним тренером збірної України з фристайлу. Під його керівництвом український фристайліст Олександр Абраменко завоював золоту медаль на зимовій Олімпіаді 2018 у Пхьончхані (Південна Корея).
Одружений. Має двох дітей.

## Нагороди

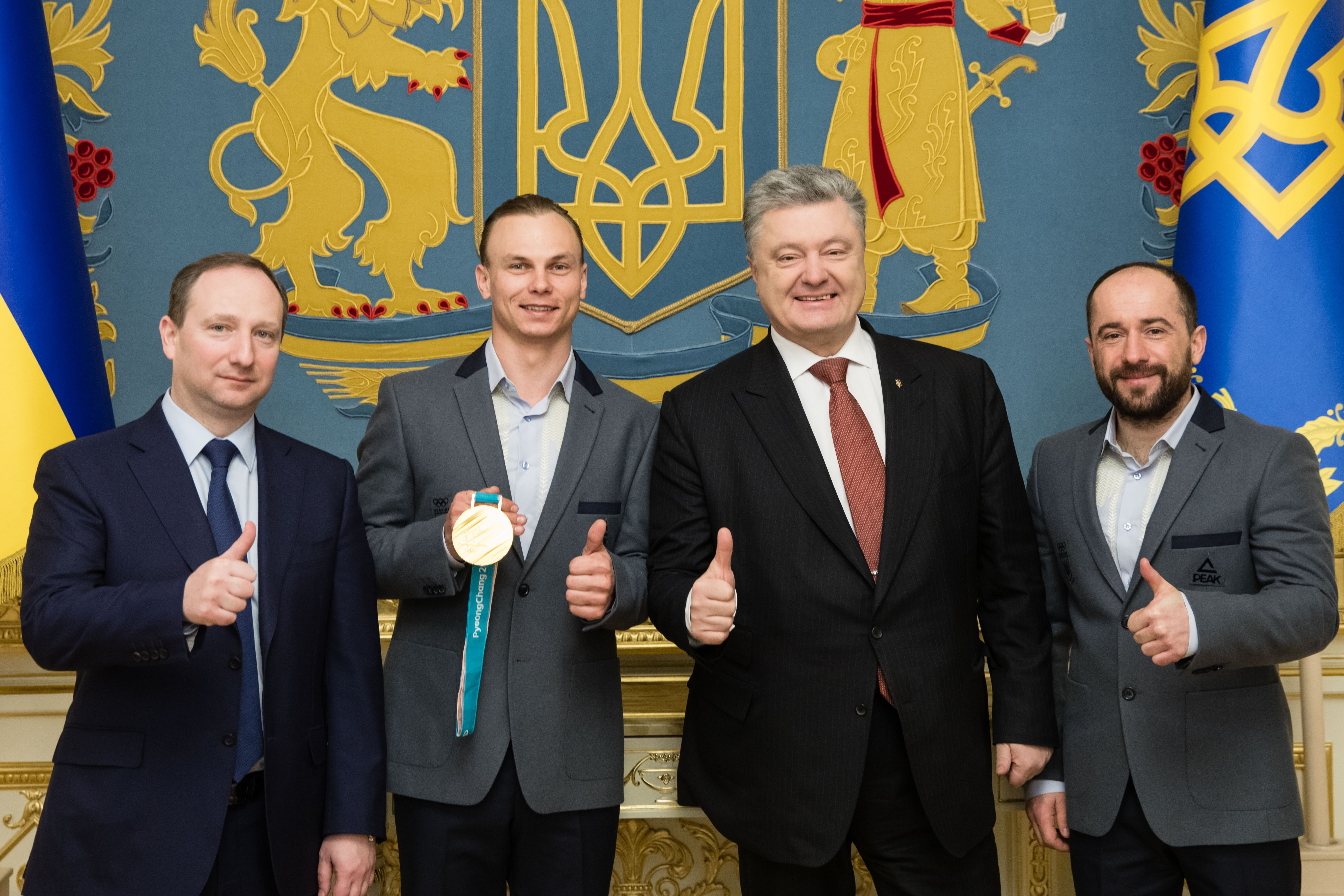
Енвер Аблаєв (праворуч) на врученні йому та його підопічному олімпійському чемпіонові Олександру Авраменку орденів За заслуги III ступеня

- Орден «За заслуги» II ст. (23 серпня 2022) — за значні заслуги у зміцненні української державності, мужність і самовідданість, виявлені у захисті суверенітету та територіальної цілісності України, вагомий особистий внесок у розвиток різних сфер суспільного життя, відстоювання національних інтересів нашої держави, сумлінне виконання професійного обов'язку.[3]
- Орден «За заслуги» III ст. (28 лютого 2018) — за досягнення високих спортивних результатів на XXIII зимових Олімпійських іграх 2018 року у місті Пхьончхані (Південна Корея), виявлені самовідданість та волю до перемоги, утвердження міжнародного авторитету України[4][5]